# Robin des Bois et les Pirates
Pour plus de détails, voir Fiche technique et Distribution.
Robin des Bois et les Pirates (titre original : Robin Hood e i pirati) est un film italien réalisé par Giorgio Simonelli, sorti en 1960.

## Synopsis
Le bateau, où est retenu en otage Robin des Bois par des pirates lors de son retour des Croisades, se brise sur les récifs du comté de Sherwood. Comble de malchance, Robin découvre que son père a été tué par un usurpateur (l'ex-intendant du château) qui lui a pris son comté. Il décide de libérer ses fidèles qui sont retenus en otage dans le château familial et de reprendre son bien avec l'aide des pirates. Original dans son synopsis (les pirates, pas d'allusion au conflit entre Normands et Saxons), le film présente toutefois les éléments récurrents du cycle cinématographique de Robin des Bois : justice expéditive, combats, attaque du château, duel final...

## Fiche technique
- Titre : Robin des Bois et les Pirates
- Titre original : Robin Hood e i pirati
- Réalisation :	Giorgio Simonelli
- Assistants-réalisateur : Giuliano Carnimeo, Enrico Spadorcia
- Photographie : Raffaele Masciocchi
- Cadreur : Marcello Masciocchi
- Montage : Dolores Tamburini
- Musique : Guido Robuschi, Gian Stellari
- Décors : Lamberto Giovagnoli
- Costumes : Dina Di Bari
- Son : Remo Palmieri
- Producteurs : Leo Bomba, Carlo Infascelli
- Société de production : Finanziaria Cinematografica Italiana
- Société de distribution : Indipendenti Regionali
- Pays d'origine : Italie
- Langue : Italien
- Format : Couleur (Eastmancolor) — 35 mm — 2,35:1 — Son : Mono
- Métrage : 2 378 mètres
- Genre : Film dramatique, Film d'aventure, Film d'action
- Durée : 88 minutes (1 h 28)
- Dates de sortie : 
  -  Italie : 24 décembre 1960
  -  France : 7 avril 1961
- Visa de censure : n° 33696 délivré le 22 décembre 1960

## Distribution
- Lex Barker (V.F : Jacques Toja) : Robin Hood
- Jackie Lane (V.F : Jany Clair) : Kareen Blain
- Rosanna Rory (V.F : Nadine Alari) : Lizbeth Brooks
- Mario Scaccia (V.F : Michel Gatineau) : Jonathan Brooks
- Walter Barnes (V.F : Claude Bertrand) : Le borgne
- Edith Peters  (V.F : Mona Dol) : Bamboula
- Giulio Donnini (V.F : Jacques Deschamps) : Golia
- Renato Chiantoni (V.F : Gerard Ferat) : Gladinoore
- Mario Passante : Conseiller de Brooks
- Marco Tulli (V.F : Jacques Thebault) : Le prêtre
- Gino Buzzanca (V.F : Lucien Bryonne) : Le manchot
- Mario Ambrosino (V.F : Albert Augier) : Sacristain, le pirate
- Renato Maddalena (V.F : Jean Violette) : Trina
- Umberto Sacripante : Philips, l'oncle de Kareen
- Enrico Salvatore : John
- Edda Soligo (V.F : Helena Manson) : Olga
- Renato Terra : Barbenoire
- Giovanni Vari : Sospiro
- Antonio Corevi (V.F :  Michel Gudin) :Un ami de robin
- Pietro Tordi : Le père de kareen
- Ignazio Balsamo : un pirate
- Amalia Bracale : une femme sarrasine
- Lilian Nguyen : une femme sarrasine
- Janine Hendy : une femme sarrasine
- Gloria Hendy : une femme sarrasine
- Antonio Corevi
- Italo Gasperini